# Coche
L'Isola di Coche (in spagnolo: Isla de Coche) è una delle tre isole che formano lo stato di Nueva Esparta del Venezuela, situato nel Caraibi tra Isla Margarita e la terraferma. Le altre due isole sono Isla Margarita, l'isola principale dello stato e Cubagua, la più piccola. Coche è in comune con il comune del Villalba, con il sede municipale a San Pedro de Coche, la città più grande.
L'economia dipende principalmente dal turismo.

Coche all'interno di Nuova Esparta, con divisioni territoriali

## Storia
L'isola fu scoperta nel 1498 da Cristoforo Colombo, popolata dagli indigeni Waika Rio. I primi sforzi per insediarsi a Coche furono fatti all'inizio del XVI secolo. C'era una precedente popolazione di rifugiati originari della città di Nueva Cadice che fu distrutta da una tempesta tropicale sull'isola Cubagua. Tutti i coloni abbandonarono Isla Coche nel 1574.
Il successivo insediamento di successo ebbe luogo nel XIX secolo e da questa data Coche è ancora abitata.

## Turismo

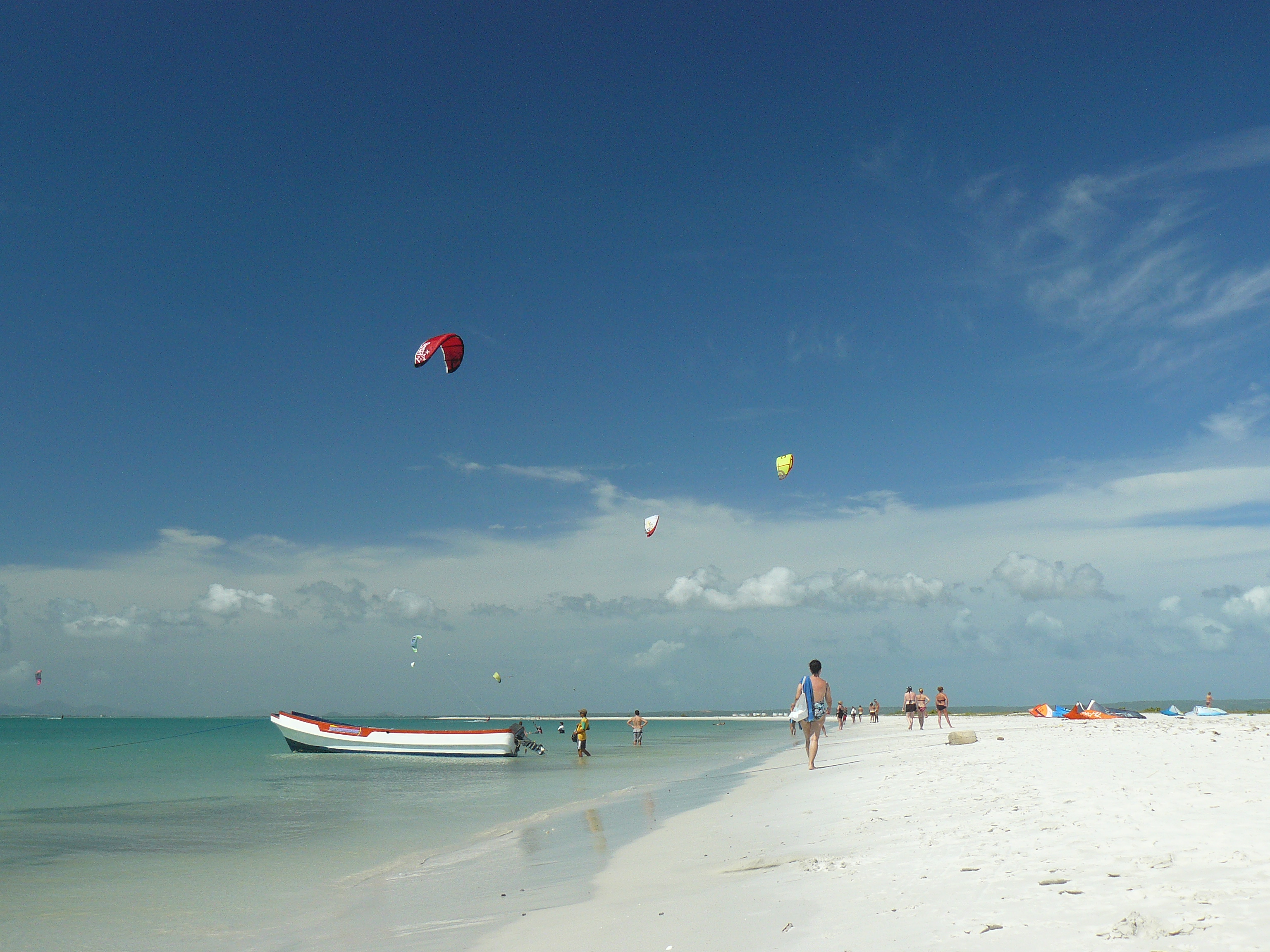
Spiagge dell'isola

L'isola di Coche si trova in una posizione unica per un turismo selettivo di qualità (non massiccio). Ad ovest dell'isola le condizioni per windsurf e kiteboarding (forti venti oltre i 50 km/h con un mare senza onde) e le candele dei camion possono essere citate tra le migliori al mondo. Può vedere l'effetto dei forti venti e continuare nella scarsa vegetazione dell'isola, come si vede nell'immagine di San Pedro de Coche. Sulla strada può essere praticato il ciclismo, naturalmente con protezione solare per prevenire scottature, data l'assenza di nuvole durante l'anno. La temperatura, sebbene alta, è piacevole nell'aria fresca del mare, considerando che la brezza imperversa proprio nelle ore più calde del pomeriggio.
Sull'isola ci sono hotel di buona qualità che offrono ai turisti tutti i servizi necessari per un piacevole soggiorno. Offre anche gite ed escursioni sia acquatiche che terrestri. A scopo turistico, l'isola di Coche mantiene una stretta comunicazione con l'isola di Margarita e la terraferma venezuelana stato di Sucre.

## Economia
L'economia si basa in gran parte sulla pesca, la cui produzione viene emessa in parte fresca, o viene salata sulla stessa isola per mezzo del sale che caglia nelle salinetas e che una volta veniva trasportato a Tierra Firme, insieme a quello di Araya. Lo sfruttamento di ostriche, cozze e altri molluschi ha dato origine a enormi pile di conchiglie. Ci sono capre in tutta l'isola con cui agli abitanti viene fornito latte, carne e pelli; Questi ultimi sono scambiati. San Pedro de Coche ha un servizio di radiotelefonia. È praticato, come in Guamache, la navigazione del cabotaggio. Dipende dalla parrocchia di San Pedro il Vicente Fuentes. Il turismo è ora una risorsa di crescente importanza che sfrutta le magnifiche condizioni ambientali dell'isola.